# 先鋒駅 (羅先特別市)
先鋒駅（선봉역、ソンボンえき）は、朝鮮民主主義人民共和国羅先特別市先鋒区域に位置する朝鮮民主主義人民共和国鉄道省咸北線と勝利線の鉄道駅である。集中貨物駅に指定されている。

## 歴史
- 1929年11月16日：雄基駅として開業[2]。
- 日時不明：先鋒駅に改称。

## 隣の駅
朝鮮民主主義人民共和国鉄道省
咸北線
東先鋒駅 - 先鋒駅 - 寛谷駅
勝利線
先鋒駅 - 勝利駅